# Massacro di Kumba
Il massacro di Kumba è stato un massacro scolastico compiuto a Kumba nella regione del sudovest del Camerun.

## I fatti
Verso mezzogiorno del 24 ottobre 2020, uomini in abiti civili sono arrivati in motocicletta e hanno preso d'assalto la scuola con machete e pistole, uccidendo sette bambini e ferendone altri 13. Tuttavia, secondo uno dei sopravvissuti, la maggior parte delle 12 persone che costituiva il commando indossava uniformi militari. Alcuni bambini sono rimasti feriti saltando dalle finestre mentre cercavano di fuggire. Secondo un funzionario, i bambini morti avevano tutti tra i 12 e i 14 anni. Un locale ha affermato che l'istituto stava effettuando pagamenti regolari ai separatisti della zona in cambio della sicurezza, informazione non confermata dalla scuola.
Nessuno ha rivendicato l'attacco. Le autorità locali accusavano i separatisti anglofoni, mentre il governo camerunese e i movimenti separatisti si accusavano a vicenda. Il governo camerunese ha affermato che circa 10 combattenti separatisti avevano compiuto il massacro. Il Consiglio direttivo dell'Ambazonia affermò rapidamente di possedere prove che l'esercito camerunese fosse responsabile, mentre il governo ad interim dell'Ambazonia tracciò parallelismi con il massacro di Ngarbuh. Il ministro delle comunicazioni del Camerun, Rene Sadi, ha negato con forza che l'esercito camerunese fosse stato coinvolto. I separatisti avevano già commesso attacchi alle scuole, da alcuni di loro considerati obiettivi legittimi poiché la lingua francese è insegnata come materia obbligatoria. Mentre gli studenti sono stati rapiti e maltrattati numerose volte durante l'insurrezione dei ribelli anglofoni e diversi insegnanti sono stati uccisi, l'attacco all'Accademia bilingue internazionale di Madre Francisca è stato il primo massacro scolastico avvenuto durante la crisi anglofona in Camerun.
L'attacco è stato condannato dal segretario generale delle Nazioni Unite António Guterres e dal direttore esecutivo dell'UNICEF, Henrietta H. Fore. Matthias Z. Naab, il coordinatore umanitario in Camerun, ha dichiarato di essere "scioccato e indignato per l'uccisione di scolari innocenti che frequentavano la scuola per ricevere un'istruzione". L'Organizzazione mondiale della sanità ha offerto forniture mediche agli ospedali della zona. Il 28 ottobre, il presidente del Camerun Paul Biya ha dichiarato che il 31 ottobre sarebbe stato un giorno di lutto nazionale, con bandiere a mezz'asta per tutto il giorno. Il 29 ottobre, il Camerun ha affermato che l'esercito aveva identificato e ucciso il comandante separatista responsabile del massacro, un uomo noto come "Wonke". Un mese dopo, un sospetto uomo armato noto come "Comandante Zabra" è stato arrestato dalla polizia. Dopo un processo durato diversi mesi, il 7 settembre 2021 quattro persone sono state condannate a morte dal tribunale militare di Buea per il loro ruolo nel massacro.